# Nizkokrilnik
Nizkokrílnik (ali nizkokrílno letálo) je letalo z enim parom kril, nameščenim na spodnji strani trupa. Tako je grajena večina današnjih sodobnih letal.